# Jacky Rosen
Jacklyn Sheryl Rosen (Chicago, 2 de agosto de 1957) é política norte-americana. Filiada ao Democrata, foi Membro da Câmara dos Representantes dos Estados Unidos pelo 3.º distrito congressional de Nevada. Atualmente é Senadora dos Estados Unidos pelo estado de Nevada.

## Início de vida e carreira
Rosen nasceu em Chicago. Estudou na Universidade de Minnesota em Twin Cities, graduando-se em 1979. Enquanto frequentava a faculdade, seus pais se mudaram para Las Vegas. Após graduar-se, mudou-se para Las Vegas, conseguindo um emprego na Summa Corporation e trabalhou como garçonete no Caesars Palace. Na década de 1980, começou a trabalhar para a Southwest Gas e, em seguida, abriu seu próprio negócio de consultoria.

## Carreira política
Rosen candidatou-se para a Câmara dos Representantes dos Estados Unidos pelo 3.º distrito congressional de Nevada. Rosen ganhou 60% dos votos na eleição primária do Partido Democrata, e derrotou o republicano Danny Tarkanian na eleição geral. Rosen foi empossada cargo em 3 de janeiro de 2017.
Rosen foi eleita para o Senado dos Estados Unidos por Nevada na eleição de 2018.

## Vida pessoal
O esposo de Rosen, Larry, é um radiologista. Sua filha, Miranda, é estudante. Rosen também atuou como presidente da sinagoga da Congregação Ner Tamid, uma sinagoga da Reforma judaica. Rosen reside em Henderson, Nevada.